# Lista över kyrkobyggnader i Jerevan
Lista över kyrkobyggnader i Jeravan förtecknar ett urval av kyrkobyggnader i Jerevan i Armenien, med information om byggstil och arkitekter.

## Kyrkobyggnader i bruk

### Armeniska apostoliska kyrkan
| Namn                                                                 | Bild                                                    | Invigning  | Adress                                             | Arkitekt                                 | Stil                                                    | Koordinater                                      |
| -------------------------------------------------------------------- | ------------------------------------------------------- | ---------- | -------------------------------------------------- | ---------------------------------------- | ------------------------------------------------------- | ------------------------------------------------ |
| Katoghike Heliga Guds moders kyrka                                   |                                                         | 1264       | Abovjangatan 15/1, Kentron, Jerevan                |                                          | Enskeppsbasilika med dom                                | 40°11′04″N 44°31′08″Ö / 40.184369°N 44.518978°Ö  |
| Sankt Jakobs kyrka                                                   |                                                         | 1679       | Kanakers sjätte gata 20/1, Kanaker-Zeytun, Jerevan |                                          | Treskeppsbasilika utan dom                              | 40°13′13″N 44°32′06″Ö / 40.220341°N 44.534964°Ö  |
| Zoravor Guds Heliga moders kyrka (Sankt Zoravor Astvatsatsins kyrka) |                                                         | 1694       | Tumanjangatan 4, andra gränden, Kentron, Jerevan   |                                          | Treskeppsbasilika utan dom                              | 40°11′10″N 44°30′35″Ö / 40.1860791°N 44.509606°Ö |
| Sankt Gevorks kyrka, Noragavit                                       |                                                         | 1600-talet | Sjunde gatan, Noragavit, Shengavit, Jerevan        |                                          | Treskeppsbasilika utan dom                              |                                                  |
| Johannes Döparens kyrka                                              |                                                         | 1710       | Kozerngatan 15, Kentron, Jerevan                   | Baghdasar Arzoumanian och Areg Israelyan |                                                         |                                                  |
| Sankt Sarkiskatedralen                                               |                                                         | 1842       | Israelyangatan 21, Kentron, Jerevan                | Rafael Israelyan (renovering)            | Rektangulär, vertikalt riktad                           | 40°10′37″N 44°30′08″Ö / 40.176980°N 44.502148°Ö  |
| Sankt Kirakikyrkan                                                   |                                                         | 1800-talet | Sjunde gatan, Noragavit, Shengavit, Jerevan        |                                          | Enskeppsbasilika utan dom                               |                                                  |
| Sankt Ananias kapell                                                 |                                                         | 1889       | Tumanjangatan 4, andra gränden, Kentron, Jerevan   |                                          | Enskeppsbasilika med dom                                |                                                  |
| Sankt Khach Zoravor-kapellet                                         |                                                         | 1991       | Shengavit, Jerevan                                 | Ruben Gasparyan                          | Enskeppsbasilika utan dom                               |                                                  |
| Heliga Guds moders kyrka, Nork-Marash                                | Yerevan, Nork-Marash district, Surp Astvatsatsin Church | 1995       | Armenak Armenakjangatan 225, Nork-Marash, Jerevan  |                                          | Radiell                                                 |                                                  |
| Heliga Guds moders kyrka, Malatia-Sebastia                           |                                                         | 1998       | Romanos Melikyangatan, Malatia-Sebastia, Jerevan   | Hrachya Gasparyan                        | Radiell                                                 |                                                  |
| Heliga Vartanants martyrers kapell                                   |                                                         | 1998       | Yerablur, Malatia-Sebastia, Jerevan                |                                          | Enskeppsbasilika med dom                                |                                                  |
| Sankt Sarkiskyrkan i Nor Nork                                        |                                                         | 1999       | Galshojangatan, femte kvarteret, Nor Nork, Jerevan | Baghdasar Arzoumanian                    | Rundformad                                              | 40°10′53″N 44°33′55″Ö / 40.181396°N 44.565188°Ö  |
| Aposteln Johannes katedral                                           |                                                         | 2001       | Yervand Kochargatan, Kentron, Jerevan              | Stepan Kurkchyan                         | Blandad stil. Korskyrka, rektangulär, vertikalt riktad. |                                                  |
| Heliga Guds moders kyrka, Avan                                       |                                                         | 2002       | Marskalk Babajaniangatan, Avan, Jerevan            | Grisha Melik-Sarkisian                   | Korskyrka                                               |                                                  |
| De heliga martyrernas kyrka, Davtashen                               |                                                         | 2003       | Sasna Tsrergatan, Davtashen, Jerevan               | Levon Oumedyan                           | Enskeppsbasilika med dom                                |                                                  |
| Heliga Trefaldighetskyrkan                                           |                                                         | 2005       | Raffigatan 11, Malatia-Sebastia, Jerevan           | Baghdasar Arzoumanian                    | Rundformad                                              | 40°10′28″N 44°26′33″Ö / 40.174338°N 44.442404°Ö  |
| Heliga Khachkyrkan, Charbakh                                         |                                                         | 2006       | Åttonde gatan, Nerkin Charbakh, Shengavit, Jerevan | Hrachya Gasparyan                        | Korskyrka                                               |                                                  |
| Heliga Guds moders kyrka, Nor Nork                                   |                                                         | 2014       | Fridtjof Nansenparken, Nor Nork, Jerevan           | Albert Sokhikyan Artashes Sokhikyan      | Enskeppsbasilika med dom                                |                                                  |
| De heliga martyrernas kyrka, Nubarashen                              |                                                         | 2015       | Trettonde gatan, Nubarashen, Jerevan               | Artak Ghulyan                            | Radiell                                                 |                                                  |
| Sankta Annakyrkan                                                    |                                                         | 2015       | Abovjangatan, Kentron, Jerevan                     | Vahagn Movsisyan                         | Korskyrka                                               | 40°11′04″N 44°31′08″Ö / 40.184371°N 44.518980°Ö  |
| Heliga Korsets kyrka                                                 |                                                         | 2018       | Komitasavenyn, Arabkir, Jerevan                    | Artak Ghulyan                            | Rektangulär, vertikalt riktad                           |                                                  |

### Rysk-ortodoxa kyrkan
| Namn                                        | Bild | Invigning | Adress                                              | Arkitekt           | Stil                                                         |
| ------------------------------------------- | ---- | --------- | --------------------------------------------------- | ------------------ | ------------------------------------------------------------ |
| Heliga Guds moders beskydds kyrka i Kanaker |      | 1916      | Zakaria Kanakertsigatan 68, Kanaker-Zeytun, Jerevan | Fyodor Verzhbitsky | Rysk kyrkoarkitektur. Blandad stil med ett skepp, klocktorn. |
| Heliga Korsets kyrka                        |      | 2017      | Admiral Isakovavenyn, Malatia-Sebastia, Jerevan     |                    | Rysk kyrkoarkitektur                                         |

## Kyrkobyggnader i skadat skick

### Armeniska apostoliska kyrkan
| Namn                                                           | Bild | Invigning       | Adress                                                        | Arkitekt | Stil                       | Koordinater                                     |
| -------------------------------------------------------------- | ---- | --------------- | ------------------------------------------------------------- | -------- | -------------------------- | ----------------------------------------------- |
| Heliga Guds moders kapell (Avan) (till hälften i ruiner)       |      | 300-talet       | Nver Safaryan street, Avan, Jerevan                           |          | Enskeppsbasilika utan dom  |                                                 |
| Katoghike Tsiranavorkyrkan (Avan) (till hälften i ruiner)      |      | 591             | Marskalk Khudjakovgatan, andra gränden, Avan, Jerevan         |          | Radiell                    | 40°12′54″N 44°34′19″Ö / 40.215048°N 44.571965°Ö |
| Aposteln Johannes kapell i Avan (Avan) (till hälften i ruiner) |      | 1100-1200-talet | Nver Safaryangatan, Avan, Jerevan                             |          | Enskeppsbasilika utan dom  |                                                 |
| Heliga Guds moders kyrka (Kanaker)                             |      | 1695            | Sjätte gatan, andra gränden, Kanaker, Kanaker-Zeytun, Jerevan |          | Treskeppsbasilika utan dom | 40°13′13″N 44°32′06″Ö / 40.220341°N 44.534964°Ö |
| Heliga Guds moders församlingskyrka (Avan)                     |      | 1800-talet      | Fjortonde gatan, fjärde gränden Avan, Jerevan                 |          | Enskeppsbasilika utan dom  |                                                 |

## Kyrkoruiner

### Armeniska apostoliska kyrkan
| Namn                               | Bild | Invigning  | Rivning    | Adress                                                                | Arkitekt | Stil                      | Koordinater                                     |
| ---------------------------------- | ---- | ---------- | ---------- | --------------------------------------------------------------------- | -------- | ------------------------- | ----------------------------------------------- |
| Apostlarna Paulus och Petrus kyrka |      | 400-talet  | 1930       | Ersatt av Biografen Moskva på Abovjangatan, Kentron, Jerevan          |          | Enskeppsbasilika utan dom |                                                 |
| Katoghike Heliga Guds moders kyrka |      | 600-talet  | 1936       | Ersatt av ett språkinstitut på Abovjangatan, Kentron, Jerevan         |          | Treskeppsbasilika med dom | 40°11′04″N 44°31′08″Ö / 40.184369°N 44.518978°Ö |
| Getsemanekapellet                  |      | 1690-talet | 1920-talet | Ersatt av Jerevans operahus på Tumanjangatan, Kentron, Jerevan        |          | Enskeppsbasilika utan dom |                                                 |
| Mlerkapellet                       |      | 1800-talet | 1930-talet | Ersatt av Komitas Pantheon på Arshakunjatsavenyn, Shengavit, Jerevan  |          | Korskyrka                 |                                                 |
| Sankt Gregorius Upplysarens kyrka  |      | 1900       | 1949       | Ersatt av Jeghisje Tjarents skola på Amirjan street, Kentron, Jerevan |          | Korskyrka                 |                                                 |

### Rysk-ortodoxa kyrkan
| Namn                    | Bild | Invigning                   | Rivning | Adress                                       | Arkitekt                       | Stil                 |
| ----------------------- | ---- | --------------------------- | ------- | -------------------------------------------- | ------------------------------ | -------------------- |
| Sankt Nikolajkatedralen |      | Andra hälften av 1800-talet | 1931    | Ersatt av Shahumjanplatsen, Kentron, Jerevan | Vasili Mirzoyan, Nikita Kitkin | Rysk kyrkoarkitektur |

## Kyrkor under byggnation

### Armeniska apostoliska kyrkan
| Namn                          | Bild | Invigning | Adress                                 | Arkitekt      | Stil                                                      |
| ----------------------------- | ---- | --------- | -------------------------------------- | ------------- | --------------------------------------------------------- |
| De heliga översättarnas kyrka |      |           | Tbilisivägen, Arabkir, Jerevan         | Erick Ohanyan | Rundformad                                                |
| Sankt Mesrop Mashtots kyrka   |      |           | Befriarnas gata, Erebuni, Jerevan      | Artak Ghulyan | Blandad stil. Korskyrka och rektangulär, vertikalt riktad |
| De heliga martyrernas kyrka   |      | 2020      | Arshakunjatsavenyn, Shengavit, Jerevan | Artak Ghulyan | Blandad stil. Korskyrka och rektangulär, vertikalt riktad |